# フラカッパー
『フラカッパー』は、2006年4月から放送されていたテレビアニメ作品。

## 作品概要
とある南国の島が舞台で、そこに暮らす「フラダンスが好きなカッパ」（=フラカッパー）たちの物語。主人公の竹田くんとその仲間たちの他愛のない日常をほのぼのと描く。ひとつのエピソードの時間は1分30秒。
キャラクターは可愛いらしく物語もほのぼのしているが、大人のアニメ。
KBS京都では4分枠で、tvk、チバテレビ、三重テレビでは5分枠で2話ずつ放送（ただし、すべてが新作エピソードではなく、「おえかき! みずかき! カッパまき!」「アロハ! ホアロハ」等の歌の回を何度か繰り返している）。tvkでは教養番組「クーパカポカポ」内でも放送されていた。
ShowTimeでも配信されている。また、キッズステーションでも放送されていた。
2年以上放送されており、UHFアニメとしては放送期間が最も長い。

## キャスト
- 竹田くん（声：池田ひかる）
- メレちゃん（声：谷井あすか）
- カウカウくん（声：宮永麻衣）
- ポッチー（声：鷹村遊）
- 竹田のじいちゃん（声：緒方賢一）
- 笹くん（声：金子幸伸）

## スタッフ
- 原作 - 武藤貴士
- 監督 - 谷田部勝義
- 脚本 - 早坂律子、月永ヒデヲ、島田満、谷田部勝義、寺門有紀
- キャラクターデザイン - 大橋幸子
- 作画監督 - ひのたかふみ
- 色彩設計 - 鈴城るみ子
- 美術監督 - 宮前光春
- 音楽ディレクター - 吉田隆
- 音楽 - 山内雄喜
- 音響制作 - シュガーボーイ
- 撮影監督 - 鈴木敏
- 編集 - 宮城重夫
- 設定制作 - 生形朋経
- 原作プロデューサー - 伊部誠、松本靖
- 音楽プロデューサー - 大川正義
- エグゼクティブプロデューサー - 青木健
- プロデューサー - 金子政路、関佳史
- アニメーション制作 - オフィス蒼
- 製作 - フラカッパー製作委員会（オフィス蒼、シュガーボーイ、テレビ神奈川、千葉テレビ放送、三重テレビ放送、京都放送）

## 主題歌
「フラカッパー」
歌 - 井上あずみ / 作曲・編曲 - 山内雄喜

## 挿入歌
「おえかき! みずかき! カッパまき!」
歌 - フラカッパー / 作詞 - もりちよこ / 作曲・編曲 - 山内雄喜
「アロハ! ホアロハ」
歌 - 井上あずみ&フラカッパー / 作詞 - もりちよこ / 作曲 - 谷田部勝義、山内雄喜 / 編曲 - 山内雄喜
「フラっとするっぺ! フラカッパー」
歌 - 井上あずみ&フラカッパー / 作詞 - もりちよこ / 作曲・編曲 - 山内雄喜

## 各話リスト
| 1  | うた           | 27 | ピーマン         | 53 | さんりんしゃ     |
| 2  | みずたまり     | 28 | へんなかお       | 54 | おるすばん       |
| 3  | 10かいいって   | 29 | しゃぼんだま     | 55 | おえかき         |
| 4  | せんぷうき     | 30 | おこづかい       | 56 | チャンバラごっこ |
| 5  | おてだま       | 31 | みずでっぽう     | 57 | あらいもの       |
| 6  | らくがき       | 32 | むしとり         | 58 | しりとり         |
| 7  | わたがし       | 33 | さんぽ           | 59 | おしたく         |
| 8  | カマキリ       | 34 | みたい           | 60 | おしゃれ         |
| 9  | はやくちことば | 35 | ピクニック       | 61 | おとまね         |
| 10 | おしょくじ     | 36 | しんごう         | 62 | ストローにんじゃ |
| 11 | ゾリン         | 37 | あやとり         | 63 | ゆめ             |
| 12 | つり           | 38 | かみヒコーキ     | 64 | かくれんぼ       |
| 13 | どくしょ       | 39 | おむすび         | 65 | あめのひ         |
| 14 | ゾリンをさがせ | 40 | うらない         | 66 | おせんたく       |
| 15 | カリッコリー   | 41 | かけっこ         | 67 | つみき           |
| 16 | ゴミ           | 42 | はいはい         | 68 | はかる           |
| 17 | うちわ         | 43 | かげ             | 69 | こわいゆめ       |
| 18 | フラフープ     | 44 | かみヒコーキ2    | 70 | ゆうびん         |
| 19 | こもりうた     | 45 | おっきくなる     | 71 | ハト             |
| 20 | ダンゴむし     | 46 | おはなし         | 72 | とけい           |
| 21 | コロコロコロ   | 47 | せみ             | 73 | すごい           |
| 22 | きんぎょばち   | 48 | おきたくない     | 74 | サングラス       |
| 23 | カニ           | 49 | おりがみ         | 75 | かきごおり       |
| 24 | じゃんけん     | 50 | どすこい         | 76 | なわとび         |
| 25 | パジャマ       | 51 | おふろ           | 77 | つぼみ           |
| 26 | かたつむり     | 52 | ぼこしゃかびょん | 78 | おわかれかい     |

特別版：おわかれかい（2） あたらしいおともだち
- 第78話に視聴者考案のキャラクターの映像を追加したもの

## 放送局
| 放送地域 | 放送局             | 放送期間       | 放送日時           | 放送系列  | 備考             |
| -------- | ------------------ | -------------- | ------------------ | --------- | ---------------- |
| 神奈川県 | tvk                | 2006年4月1日 - | 土曜 10:10 - 10:15 | 独立UHF局 | リピート放送あり |
| 京都府   | KBS京都            | 2006年4月1日 - | 土曜 10:24 - 10:26 | 独立UHF局 |                  |
| 三重県   | 三重テレビ         | 2006年4月6日 - | 木曜 22:15 - 25:20 | 独立UHF局 |                  |
| 千葉県   | ちばテレビ         | 2006年4月7日 - | 金曜 17:25 - 17:30 | 独立UHF局 |                  |
| 日本全域 | キッズステーション |                |                    | CS放送    | リピート放送あり |